# City of Colchester
City of Colchester är ett distrikt (motsvarande kommun) i grevskapet Essex i England, Storbritannien. Distriktet har 194 394 invånare (2022). Den består av staden Colchester och omgivande landsbygd.

## Civil parishes
Huvudorten Colchester saknar civil parish. Resten av distriktet är indelat i 35 civil parishes:  Abberton, Aldham, Birch, Boxted, Chappel, Copford, Dedham, East Donyland, East Mersea, Eight Ash Green, Fingringhoe, Fordham, Great and Little Wigborough, Great Horkesley, Great Tey, Langenhoe, Langham, Layer Breton, Layer Marney, Layer-de-la-Haye, Little Horkesley, Marks Tey, Messing-cum-Inworth, Mount Bures, Myland, Peldon, Salcott, Stanway, Tiptree, Virley, Wakes Colne, West Bergholt, West Mersea, Wivenhoe, Wormingford.